# Brownlowia latifiana
Brownlowia latifiana, biljna vrsta iz porodice sljezovki otkrivena, opisana i ilustrirana 2017., endemična za Terengganu, poluotok Malezije. Ova nova vrsta ima većinu svojih morfoloških karakteristika koje su srodne onima iz roda Jarandersonia. Stoga je provedena standardna morfološka taksonomska revizija i morfometrijska analiza kako bi se procijenio status Brownlowia latifiana. Rezultati morfometrijske analize temeljene na morfološkim karakteristikama pokazali su da je Brownlowia latifiana ugrađena unutar kladusa Brownlowia, ali je udaljena od kladusa Jarandersonia. Brownlowia je formirala zasebnu kladu u klasterskom stablu dobro odvojenu od Jarandersonia. Prikazana je karta rasprostranjenosti i procjena očuvanja korištenjem kategorija i kriterija Crvenog popisa IUCN-a.